# The Final (film)
The Final è un film del 2010 diretto da Joey Stewart. 
Il film è un horror statunitense sceneggiato da Jason Kabolati, inedito in Italia.

## Trama
Un flash-forward mostra una ragazza incappucciata entrare in un Fast Food. Chiede un hamburger alla commessa, e questa nota che ha due dita mancanti. Successivamente si siede, tutti la guardano con area scioccata, chiedendosi cos'è accaduto alla sua faccia. La rabbia della ragazza, finora repressa esplode e dopo aver chiesto a tutti che hanno da guardare se ne va dal negozio correndo.
Le scene successive al flash-forward mostra l'invito a una misteriosa festa dove sono invitati la maggior parte dei "popolari" della scuola. Bradley, dopo aver letto l'invito, si dirige in classe - dove il professore sta spiegando le torture effettuate dalla Dinastia Han ai propri nemici - dove sia lui, che Bernard incominciano a infastidire Ravi, un ragazzo indiano. Kelly, Heather e Bridget, le tre ragazze più sexy e popolari della scuola, dopo aver parlato dell'imminente festa, incominciano a dare fastidio a Emily, sbattendogli in faccia l'invito da lei non ricevuto. La ragazza conferma però che se gli venisse data la possibilità gli sarebbe piaciuta come amica; ma Kelly dice che ne dubita molto, facendola correre via piangendo.
Qui si comprende che ci sono due tipi di persone: I popolari - adulatori, traditori, oppressori, violenti e falsi - e i diversi. Questi ultimi, convinti da Dave, hanno organizzato la festa per drogare i fichi della scuola e torturarli per fargli comprendere i loro errori. Soltanto un ragazzo, Kurtis, che è amico di entrambi i gruppo, escludendo una discussione con Bradley per la videocamera rotta di Ravi, viene deciso la sua non partecipazione alla festa/tortura. La sera prima della festa Dave, Jack, Emily, Ravi e Andy discutono del fatto che i popolari gli hanno fatto passare un inferno fin da quando erano bambini maltrattandoli e umiliandoli. Tutti, però credono che quello che è in procinto di accadere non sia sbagliato e che sia giusto dare una lezione ai loro oppressori.
Il giorno della festa i popolari si vestono da Romani, poliziotte sexy e marinai, non comprendendo il vero pericolo che sta dietro a tutta questa storia. Ignari, si divertono e bevono e, pian pian si addormentano tutti, venendo così imprigionati. Solo una cosa va fuori il piano di Dave: Anche Kurtis è presente alla festa. Viene così deciso di farlo imprigionare come gli altri, visto che secondo il ragazzo dovrebbe essere un segno del destino. I diversi mostrano così la personalizzazione del loro odio: Indossano maschere grottesche e orribili (come nel caso di Andy che indossa la tutta delle SS). Quando i loro nemici si risvegliano, trovano di fronte a loro ragazzi incappucciati, visto che non è ancora il momento di rivelare la loro identità. Prima di cominciare Dave, afferma che loro sono i diversi, gli emarginati, i reietti. Successivamente dà inizio al vero terrore.
Uno a uno i popolari vengono torturati - ma non uccisi - e vengono svelati i loro segreti più oscuri tra cui il fatto che Tommy tradì Nadya con Heather. Ravi, tuttavia, sentendosi in colpa per la cattura di Kurtis, gli lancia la chiave delle manette, liberandolo. Ravi, tuttavia, pagherà questo suo sotto forma di tradimento con la morte. Kurtis, dopo essere scappato dai suoi rapitori e dopo la morte dello sceriffo della città, arriva a casa di un uomo anziano che tuttavia non crede alla sua versione dei fatti e lo imprigiona nuovamente. Intanto alla festa, dopo altre torture, Bridget riconosce Emily, che rivela la sua identità, facendo togliere le maschere anche ai suoi amici: capendo cosa stia succedendo, Bridget chiede scusa alla ragazza, ammettendo i suoi errori, ma Emily, dopo avergli dato una piccola illusione dice che se vuole salvarsi deve tagliare le dita a Bradley. Bridget si rifiuta, allora viene fatta la stessa domanda al ragazzo, che tuttavia accetta e le taglia due dita. Dopo varie peripezie a Bridget verrà corrotta metà faccia con una sostanza chimica corrosiva, mentre Dave colpirà Bradley alla spina dorsale facendolo diventare paraplegico.
Il vecchio uomo dopo alcune peripezie - e alcune morti - crederà alla storia di Kurtis riguardante la festa ma, ferito, l'unica cosa che può fare e dirgli che deve salvare a tutti i costi quei ragazzi. Kurtis rientra così alla festa, e dopo una sparatoria sta sul punto di essere ucciso da Dave, che tuttavia viene ucciso da Emily. La ragazza dice che si è stancata, e affidando la sua pistola a Jack, l'ultimo rimasto, si rivolge a Kelly, dicendogli che tutto quello che ha sempre voluto è che loro fossero amiche. Emily, così, muore per un colpo alla testa sparato da Jack che, all'irruzione della polizia, si toglie la vita a sua volta.
Le scene finali mostrano i superstiti della festa traumatizzati e colpevoli per le azioni da loro fatte. Tra loro c'è Kelly, che inghiotte delle pillole, ma non si comprende se effettivamente si suicida. Anche Bridget che si scoprirà essere la ragazza apparsa all'inizio del film.